# Haccombe
Haccombe är en by i civil parish Haccombe with Combe, i distriktet Teignbridge, i grevskapet Devon i England. Byn är belägen 22 km från Exeter. Haccombe var en civil parish fram till 1885 när blev den en del av Haccombe with Combe. Civil parish hade 14 invånare år 1881. Byn nämndes i Domedagsboken (Domesday Book) år 1086, och kallades då Hacome/Hacoma.